# لوسیندا گرین
لوسیندا گرین (انگلیسی: Lucinda Green؛ زادهٔ ۷ نوامبر ۱۹۵۳) روزنامه‌نگار، و سوارکار اهل بریتانیا است.